# Gerold Hilty
Gerold Hilty (Samedan, Cantón de los Grisones, Suiza 12 de agosto de 1927-Oberrieden, Cantón de Zúrich, Suiza, 6 de diciembre de 2014) fue un romanista, hispanista y medievalista suizo.

## Biografía
Hilty estudió en Zúrich (con Jakob Jud, Arnald Steiger, Theophil Spoerri, Emil Steiger y Manu Leumann) y en Madrid (con Ramón Menéndez Pidal, Dámaso Alonso, Rafael Lapesa, Emilio García Gómez). Obtuvo el título de doctor en 1953 en Zúrich con la tesis El libro conplido en los iudizios de las estrellas (Madrid, 1954) de Yehuda ben Moshe. Fue asistente del Departamento de filología románica en Zúrich y después profesor de secundaria en St. Gallen. Su tesis de habilitación sobre el Discours indirect libre no fue acabada, puesto que fue llamado prematuramente a la cátedra que había dejado Arnald Steiger. Hilty fue, desde 1959 hasta 1993, catedrático de Filología románica (especialidad en lingüística francesa y española) de la Universidad de Zúrich (de 1980 a 1982, fue rector). Su sucesor en Zúrich fue Georg Bossong. Hilty fue editor, desde 1963 hasta 1991, de la revista de romanística suiza Vox Romanica. De 1978 a 1983, fue comandante de brigada del ejército suizo. Fue el hermano pequeño del periodista y escritor Hans Rudolf Hilty. Entre 1992 y 1995 presidió la Sociedad de Lingüística Románica. 

## Reconocimientos
Hilty fue nombrado doctor honoris causa por las universidades de Zaragoza (1999) y Basilea; fue académico correspondiente de la Real Academia de Buenas Letras de Barcelona (1971) y de la Real Academia Española.

## Publicaciones
- Zur judenportugiesischen Übersetzung des Libro conplido, Berna 1959 (también en: Vox Romanica 16, 1957, p. 297–325; 17, 1958, p. 129–157 i 220–259)
- Langue française: phonétique, morphologie, syntaxe, différences de structure entre le français et l'allemand, Zürich 1974 (2a ed. amb Jakob Wüest, Zürich 1986).
- Gallus und die Sprachgeschichte der Nordostschweiz, St. Gallen 2001
- (ed.) Actes du 20e Congrès international de linguistique et philologie romanes, Université de Zurich (6–11 avril 1992), 5 vol., Tübingen 1993
- (editor amb Ernst Eichler, Heinrich Löffler, Hugo Steger i Ladislav Zgusta) Namenforschung / Name Studies / Les noms propres. Ein internationales Handbuch zur Onomastik / An International Handbook of Onomastics / Manuel international d'onomastique, 3 vol., Berlin, New York 1995, 1996